# Josefa Saisó Sempere
Josefa Saisó Sempere (Valencia, 1929 - Ciudad de México, 1997) fue una arquitecta y académica perteneciente a la generación hispano-mexicana del exilio español en México.

## Biografía
Nació en Valencia en 1929. Salió del puerto de Portbou y llegó a Veracruz en 1937.

## Trayectoria
Estudió en la Escuela Nacional de Arquitectura de la Universidad Nacional Autónoma de México, donde se tituló en 1962. Posteriormente impartió "Teoría de la Arquitectura" en la misma universidad. Fue parte del programa de Autogobierno de la UNAM y coordinadora del Taller Uno. Fue profesora del área de Tecnología y coordinadora de exámenes profesionales. El aula magna de la Facultad de Arquitectura lleva su nombre, "Pepita Saisó".
Trabajó en un despacho con Cuauhtémoc Vega, con quien ganó en 1985 el Concurso Nacional de Vivienda en Madera.